# 约翰内斯·比特
约翰内斯·比特（德語：Johannes Bitter，1982年9月2日—），德国男子手球运动员。他曾代表德国国家队参加2008年和2020年夏季奥林匹克运动会手球比赛，最好名次是2020年奥运会的第六名。